# Angelo Barile
Angelo Barile (Albissola Marina, 12 giugno 1888 – Albisola Capo, 20 maggio 1967) è stato un poeta italiano.

## Biografia
Nato ad Albissola Marina in provincia di Savona, Angelo Barile compie i suoi studi a Genova, dove consegue la laurea in giurisprudenza. A Torino segue un corso di filologia moderna e si occupa di studi letterari. È di questo periodo un suo importante saggio giovanile sul sentimento cosmico nella lirica del Pascoli, alquanto controcorrente rispetto ai noti canoni crociani riproposti da Emilio Cecchi.
Allo scoppio della Prima guerra mondiale 1915-18, viene richiamato alle armi come sottotenente di fanteria e due volte ferito. Anche nel suo caso come in quelli di altri poeti-soldati - a cominciare da Giuseppe Ungaretti e con ben altri esiti poetici - la drammatica esperienza della guerra non poteva non trasferirsi anche nell'ambito lirico. Tuttavia Barile è per sua natura schivo e tutt'altro che prolifico, come egli stesso ammette con modestia in Ritratti su misura: «Neppure in gioventù furono molti i miei versi, che io ebbi la buona ventura di non pubblicare.»
Nel periodo della dittatura fascista Barile vive in disparte e si occupa attivamente dell'azienda familiare di ceramiche e maioliche artistiche. Nel 1943 viene catturato dai tedeschi e imprigionato con la facile accusa di antifascismo. Dopo la liberazione del Paese, ricopre qualche carica pubblica (negli anni Cinquanta è presidente della Provincia di Savona), e soprattutto prosegue la propria attività letteraria collaborando a vari periodici come La Fiera letteraria, Letteratura, Persona, sia pure in modo saltuario. 
Le lettere fra Barile e l'amico scrittore genovese Gherardo del Colle, scritte tra il 1940 e il 1966, offrono uno spaccato di vita, dei comportamenti e dei sentimenti durante un periodo cruciale per l'Italia, segnato dalla guerra e dalla rinascita economica. Barile, politico e amministratore, e Gherardo, frate cappuccino, osservano e partecipano attivamente ai cambiamenti sociali, cercando al contempo le ragioni della loro poesia.
Muore nella sua terra amata, il 20 maggio 1967.

## Poetica
La poetica di Barile è fortemente influenzata dalla sua fede cattolica e quindi dalla sua visione profondamente religiosa della vita. Questo lo porta a scrivere con toni pacati, testimoniati dal titolo di una delle più importanti raccolte Quasi Sereno, in cui anche il dolore e la solitudine sono una necessaria preparazione per un aldilà felice ed eterno. Gli scenari spesso derivano dal suo aver vissuto in un paesino di mare: nella poesia Osteria della Bella Brezza, in cui il poeta ricorda il padre defunto, lo sfondo è un borgo di pescatori, semplici e molto legati alla vita comune del villaggio e alla sua routine segnata dalle campane della chiesa.
Non a caso, la memoria della morte e l'evocazione del mare sono stati segnalati dai critici come «due motivi particolarmente cari alla ispirazione di Barile. (...) Amore che resiste oltre la morte, morte illuminata e redenta nell'amore.» Una buona sintesi della sua poetica è quella proposta in poche righe da Giacinto Spagnoletti, il quale riscontra nelle sue liriche «la chiara onestà di una voce. E un tratto più comunicativo (...) in una poesia non cifrata (...)», in una sorta di «equilibrio di resistenze».
Nel complesso, la critica è abbastanza concorde nel definire l'esile ma significativa opera poetica di Angelo Barile come «una vena esigua ma limpida, luminosa.»

## Opere
- Il sentimento cosmico di Giovanni Pascoli (saggio), Genova, L'Arengo, 1913.
- Primasera (liriche), Genova, Edizioni Circoli, 1933.
- Musiche e sorrisi nella poesia di Gabriello Chiabrera (saggio, in collaborazione con I. Scovazzi), Genova, Edizioni Liguria, 1952.
- Quasi sereno (liriche), Venezia, Edizioni Neri Pozza, 1957 (premio di poesia "Cittadella").
- Poesie, Milano, Scheiwiller, 1965.
- Al paese dei vasai - Santi, artisti, scrittori, paesi di Liguria, Savona, Sabatelli editore, 1970.
- In memoria... (monografia), Savona, Sabatelli editore, 1977.
- Primasera, in appendice uno scritto di Raffaello Ramat del 1934, Genova, Edizioni San Marco dei Giustiniani, 2003.